# Воле Шоїнка
Акінванде Воле Бабатунде Шоїнка (англ. Akinwande Oluwole "Wole" Soyinka; нар. 13 липня 1934, Абеокута, Нігерія) — нігерійський драматург, письменник, поет і публіцист. Президент Африканської спільноти культури, організатор Всесвітнього фестивалю негритянських мистецтв. Лауреат Нобелівської премії з літератури (1986).

## Біографія
Воле Шоїнка народився 13 липня 1934 року в Абеокуті (західна Нігерія) у колоніальні часи у багатодітній, але не бідній родині еґба (субетнос йоруба) Самуеля Айоделе Шоїнки, директора початкової (англійської) школи св. Петра, і приватної підприємиці Грейс Еніоли Шоїнки.
Закінчивши школу, де викладав батько, В.Шоїнка навчається в університетському коледжі м. Ібадан.
У 1954 — 57 рр. В.Шоїнка продовжив освіту в університеті м. Лідс (Велика Британія).
По поверненні до Нігерії (1960) В.Шоїнка ставить ряд п'єс, які одразу приносять драматургу популярність на батьківщині.
У 1962 році В.Шоїнка стає викладачем англійської університету міста Іфе та виступає проти знаменитої концепції «negritude», заснованої Леопольдом Седаром Сенгором. Концепція стверджувала, що «Тигр не проголошує свого тигриту. Він стрибає на свою здобич і діє».
Після політичної нестабільності в Нігерії 1964 —67 рр., коли В.Шоїнку неодноразово заарештовували і утримували під вартою за сміливі антиурядові висловлювання, у жовтні 1969 року Шоїнка очолює Драматичну школу при Ібаданському університеті. Після звільнення Шоїнка вирішив залишитися в Нігерії і викладати у драматичних відділах Іфе та Ібадана, де здійснив постановку власної п'єси «Жнива Конги» («Kongi's Harvest», 1964), музичної комедії, що висміює африканський деспотизм. У 1970 році комедія була перероблена для кіно, причому з Воле Шоїнка в головній ролі. Автор подорожував по всьому світу, щоб виступити зі своїми п'єсами, читати лекції і публікувати літературні журнали.
У 1965 р після виборів у Західній Нігерії Шоїнка анонімно оголосив по радіо, що результати виборів сфальсифіковані, за що через деякий час був заарештований, звинувачений у незаконній радіопередачі і поміщений у в'язницю. У тому ж році  Шоїнка став старшим викладачем Лагоського університету та видав свій перший роман «Інтерпретатори» («The Interpreters») про молодих інтелектуалів, які повертаються в Нігерію з Європи і США, і намагаються вникнути в суть того, що відбувається в країні.
З огляду не тривалий політичний неспокій Шоїнка у 1975 році переїжджає до Аккри (Гана), але вже в липня ц.р. після нового державного заколоту і повалення режиму президента Говона повертається до Нігерії, де в наступному (1976) році отримує посаду професора англійської мови університету Іфе.
У 1981 р на Заході була видана автобіографія Шоїнка «Аке: Роки дитинства» («Ake: The Years of Childhood»), у даний час вона належить до кращих африканських книг XX століття.
В.Шоїнка і надалі критикує політичну нестабільність, слабкість і корупцію нігерійської влади, однак є шановним в країні літератором, що, проте, не заважає, цензурувати або й забороняти окремі твори митця (у 1984 році Верховний суд Нігерії заборонив постановку п'єси «Людина померла»).
Шоїнка є перекладачем фантастичного роману йорубамовного нігерійського Деніела Фаґунви «Ліс тисячі демонів» англійською мовою та автором низки власних фантастичних творів.
В.Шоїнка весь час бере активну участь у громадському житті своєї країни; активно співпрацює з національними і закордонними ЗМІ (радіостанціями, пресою), виробниками кіно і театрами. Заслуги драматурга відмічено 1986 року Нобелівською премією з літератури «За створення театру величезної культурної перспективи і поезії». Про цю нагороду він каже: «Є люди, які вважають, що Нобелівська премія робить нечутливими до куль, з мого боку, я ніколи в це не вірив». Свою Нобелівську лекцію Шоїнка присвятив Нельсону Манделі. При врученні нагороди, член Шведської академії Ларе Юлленстен зазначив, що «театр Шоїнка корениться в африканській культурі та в африканському світі, проте це надзвичайно освічений драматург: міфи, традиції і ритуали для нього — не маскарадні костюми».
У 1994 році Шоїнка був примушений до вигнання після засудження уряду Сані Абача. Він зміг повернутися до країни тільки після смерті диктатора, у 1998 році. 25 вересня 2010 року він створив свою партію — Демократичний фронт федерації народів (DFPF).

### П'єси
- The Swamp Dwellers
- The Lion and the Jewel
- The Trials of Brother Jero
- A Dance of the Forests
- The Strong Breed
- Before the Blackout
- Kongi's Harvest
- The Road
- The Bachaee of Euripides
- Madmen and Specialists
- Camwood on the Leaves
- Jero's Metamorphosis
- Death and the King's Horseman
- Opera Wonyosi
- Requiem for a Futurologist
- A Play of Giants
- A Scourge of Hyacinths (радіопостановка)
- From Zia, with Love
- The Beatification of the Area Boy
- King Baabu

### Романи
- The Interpreters
- Season of Anomy
- Aké: The Years of Childhood
- Isara: A Voyage around Essay
- The Man Died
- Ibadan: The Penkelemes Years: a memoir 1946-65
- You Must Set Forth at Dawn

### Поезії
- Poems from Prison
- Idanre and other poems
- Mandela's Earth and other poems
- Ogun Abibiman
- Samarkand and Other Markets I Have Known
- Abiku

### Публіцистика
- Neo-Tarzanism: The Poetics of Pseudo-Transition
- Art, Dialogue, and Outrage: Essays on Literature and Culture
- Myth, Literature and the African World

### Кінороботи
- Culture in Transition
- Blues For a Prodigal

## Переклади творів В.Шоїнки
За СРСР і вже у сучасній Росії здійснено численні переклади російською творів В.Шоїнки :
- Интерпретаторы. Роман., М.: «Прогресс», 1972
- Лев и жемчужина. Пьеса. // Сердце зари. Восточный альманах. Выпуск 1., М.: «Художественная литература», 1973, стор. 320—370
- Избранное. Москва: «Радуга», 1987 (серія: «Мастера современной прозы»)
- Смерть и конюший короля / Пер. Андрея Кистяковского// Драматурги — лауреаты Нобелевской премии. М.: «Панорама», 1998, с.350-419

## Соціальна проблема, до якої дотичний Воле Шоїнка
За даними Інституту статистики ЮНЕСКО станом на 2018 рік, в Африці на південь від Сахари 1/3 дітей, підлітків та молоді не отримують шкільної освіти. Як результат, у країнах Африки на південь від Сахари серед молоді віком від 15 до 24 років: 27,1 млн неписьменних жінок і 20,3 млн неписьменних чоловіків. Таким чином, африканська література досі залишається недоступною для великої частки африканського населення. Спроби поширювати знання про літературу, передача знань і практик, отриманих в Європі Воле Шоїнка виступають важливою ланкою в розвитку культурі Африки. Театральна діяльність в Африці може підіймати суспільно важливі, гострі питання, навчати людей мислити критично, не піддаватися маніпуляціям, розвивати гідність до своєї нації та розуміння відмінностей і переваг із Західною культурою.

## Африканська література
До I світової війни, з усіх країн Африки тільки в Єгипті існувала літературна традиція, а з усіх африканських мов (не рахуючи арабської) тільки мови хауса, суахілі й амхарська мали сформовану писемність. Криза колоніальної системи імперіалізму надала революційний вплив на розвиток африканської літератури: провідним прозаїчним жанром стає коротка розповідь, згодом розвивається соціально-побутовий роман, присвячений піднесенню національно-визвольного руху, патріотична поезія, елементи символізму та реалізму, підняття у своїх творах питань освіти та виховання молоді, використання «народної» мови.
Образ Африки в літературі виступає поєднанням міфу та історії, з героєм, що втілює суть історії, бореться з нею, або має зв'язок за допомогою фантастичного міфічного характеру. Відношення між реальністю й фантазією є передвісниками змін та відбуваються на певному історичному тлі. Таким чином, образ Африки стає зв'язком між міфічним характером і африканською/європейською історією. Африканські письменники, як правило, не затребувані і маловідомі у себе на батьківщині, багато хто з них стає широко відомим лише після еміграції. Серед видатних африканських письменників(иць) варто згадати: Джона Максвела Кутзеє, Надіну Гордімер, Бена Окрі, Чимаманду Нгозі Адічі.

## Африканський театр
Театр в Африці набирає популярності в 1980х роках, у часи активної творчої діяльності Воле Шоїнка. Початок розвитку африканського театру також можна пов'язувати з демократизацією та розповсюдження освіти в Африці. Ці зміни можна вбачати в розквіті і поширенні театру соціальної дії — форми драми, яка, наприклад, в Малі відома, як «Корисний театр», в Буркіна-Фасо — як «Форум-театр» і «Дискусійний театр» тощо. Драма соціальної дії прагне змінити ставлення до таких специфічних питань, як гігієна, звичаї або ставлення до суспільної власності.

## Згадка про драматургічну соціологію та соціологію театру
За постулатами драматургічної соціології, суспільство — це театр, де кожен займає низку соціальних позицій, щоб справити враження на інших. Взаємодія між людьми відбувається в ігровій формі. Соціологія театру вивчає процес створення вистави та її сприйняття групами людей. Театр має низку функцій, що залежать від стану суспільства на певному етапі його розвитку. Проте явище театру та його вплив на життя африканського суспільства досі не було ґрунтовно досліджене.

## Контекст внесків Воле Шоїнка у розбудову Африки
Таким чином, складно стверджувати, що діяльність Воле Шоїнка вирішила якусь конкретну соціальну проблему в Африці. Країна походження автора славиться різноманітністю театрального життя та його проявів. Театр — зберігає та розповсюджує культурний спадок нації, виступає майданчиком для політичних дебатів та висвітлення соціальної єдності. У 1960 році, після здобуття Нігерією незалежності, Шоїнка розпочав формування сучасного нігерійського театру: створював перші театральні трупи, організовував театральні майданчики, збагачував свої знання, вивчаючи європейську драматургію в Лондоні, для того, щоб об'єднати європейські традиції з традиціями свого плем'я Йоруба.
Постколоніальний етап в Африці — це різке позбуття статусу «пригноблених», зміна устроїв на усіх рівнях держави та соціуму. Саме тому він потребує просвітницької діяльності, лідерів-мислителів, які здатні взяти на себе відповідальність відстоювати права і свободи громадян, боротися за прозорість політичних діячів, бути амбасадорами свободи слова, поширювати знання та працювати на суспільне благо. Воле Шоїнка захоплювався постаттю Нельсона Мандели, був неодноразово засланий у вигнання та за ґрати за антиурядові вислови, критику політичної нестабільності та корупції нігерійської влади. Не зважаючи на цензуру, він продовжував писати про нігерійську реальність сатирично та правдиво, активно співпрацював з національними і закордонними ЗМІ. До того ж, Шоїнка займався освітою — викладав англійську мову, публікував журнали про літературу, проводив навчальні лекції, вів наукові дискусії щодо розбудови Африки, моральної стійкості нації, виступав за створення альтернативних платформ та опозиційних альянсів.